# Antiochos (père de Séleucos Ier)
Pour les articles homonymes, voir Antiochos.
Antiochos (en grec ancien : Ἀντίοχος) est un général macédonien originaire d'Orestide, qui sert sous le règne de Philippe II.
Il est le père du diadoque Séleucos Ier, fondateur de 
la dynastie des Séleucides.

## Biographie
Sans doute d'origine noble, son père s'appelle probablement Séleucos, son frère Ptolémée et sa femme Laodicé (il aurait également un neveu nommé Séleucos).
Il est un des officiers du roi de Macédoine Philippe II.

## Hommage et postérité
- Après sa mort, son fils Séleucos Ier fonde seize cités en hommage à son père, dont la mythique Antioche, Antioche de Pisidie, ou encore Antioche de Mésopotamie (en actuelle Turquie).
- À travers son fils Séleucos, Antiochos aura treize descendants rois séleucides portant son nom, en plus de nombreux autres monarques de Commagène.

## Famille

### Mariage et enfants
De son mariage avec une noble, Laodicé de Macédoine, il eut :
- Séleucos[1] ;
- Didymeia (en).